# Тикар

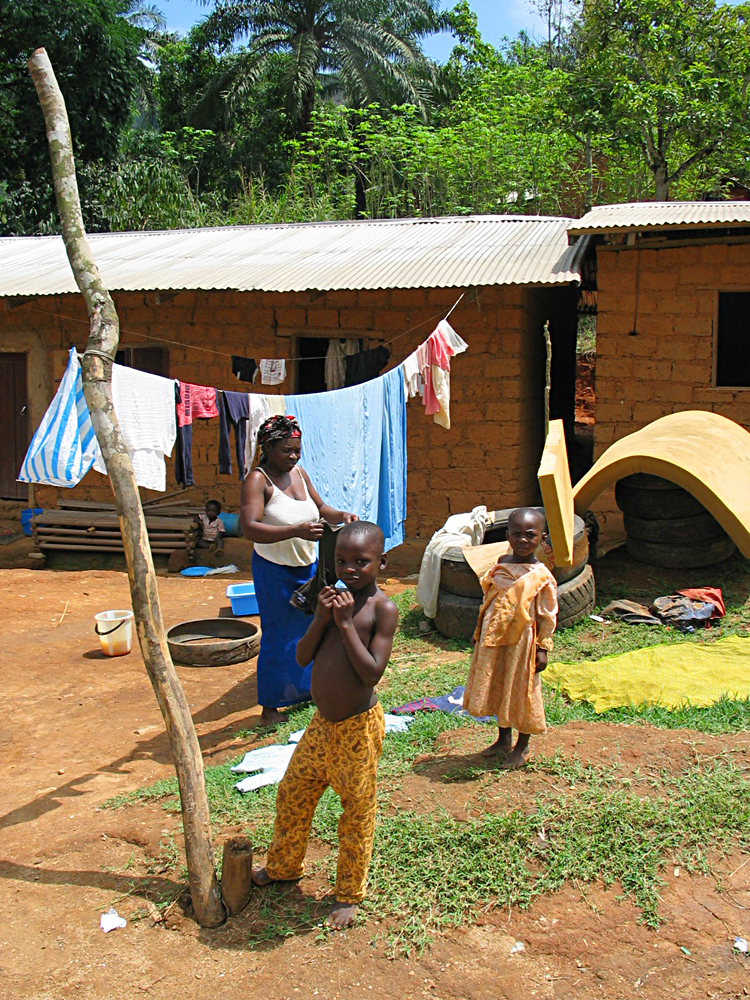
Семья народа тикар в северной провинции Камеруна

Тика́р (тикали, мбам, ндомме; самоназвание — Langtumu) — один из народов Камеруна, разговаривающий на языке тикар (тикари, или туму) группы бантоидных языков бенуэ-конго нигеро-кордофанской семьи. Проживают в верховьях реки Мбам в Камеруне. Так же они проживают к востоку от основного кластера Камерунского нагорья, и, согласно устным преданиям, являются родственными некоторым другим группам, в частности, бамум (Joseph 1977: 84). На конец 1990-х годов численность населения оценивалась приблизительно в 900.000 человек. Тикар включает также близкие к основному этносу народности: нсо (бансау), нком (нсо-ком), бафут (фу), нсунгли.
Большинство человек — мусульмане-сунниты, но они сохраняют также традиции культа предков и веру в местные божества.

## История
Предки этого народа, согласно историческим преданиям, пришли в XVII в. с северо-востока под натиском народов фульбе и чамба и образовали несколько вождеств. Разделённые на несколько подгрупп, они расселились на западе, северо-западе и в центральной части Камеруна. Особенно густонаселёнными оказались верхнее течение реки Мбам и её приток Ким. Несколько разрозненных групп поселилось на территории города Баменда, а также на территории королевств Бафут и Бали.

## Культура

### Род занятий

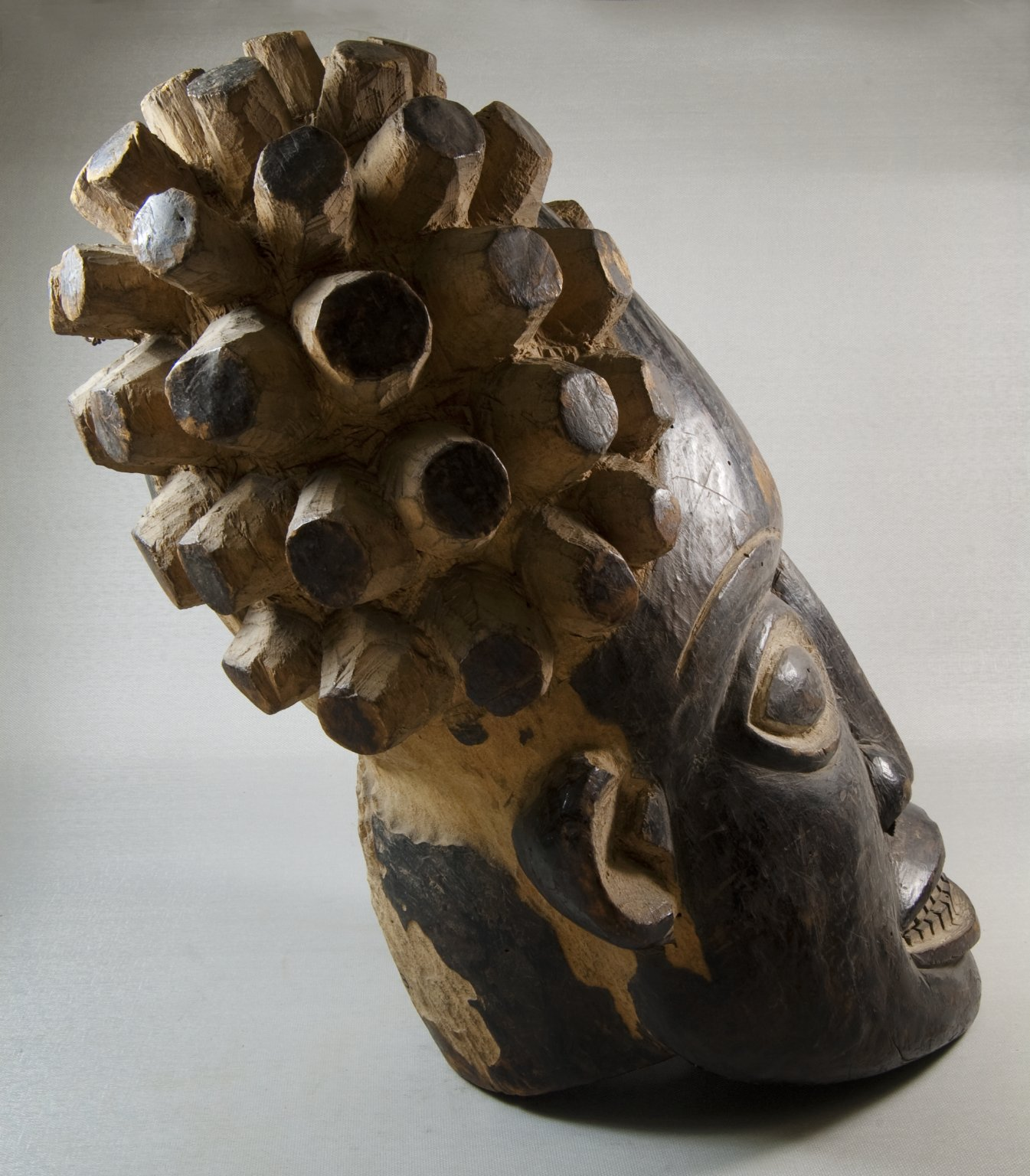

Основное занятие народа тикар — тропическое переложное ручное земледелие (просо, кукуруза, маниок, арахис, ямс), многие тикарцы работают на плантациях кофе, орехов кола и табака. Часть народа разводит мелкий рогатый скот. Развиты резьба по дереву, танцевальный и музыкальный фольклор, изготовление музыкальных инструментов. 

Характерные образцы масок народа тикар ограничены набором резных масок, женских и мужских, которые используются в представлениях meshungengang, традиционного танца народа, с которым выступают во всех значительных поселениях (Joseph 1975: 24). 

На ежегодном празднике танцев народа тикар, dè, который проводится в ноябре, в честь памяти предков, показывается, что история переселения не забыта. Танец dè танцуют только выдающиеся люди и дочери вождей, тем самым подчеркивая происхождение вождя и его приближённого круга (Joseph 1974: 46).
В конце 1960-х годов на рынке искусства в Камеруне начали появляться древние каменные статуэтки. Это были вытесанные из обломков пористых вулканических пород фигуры людей, которые стали называть тикарскими статуэтками, с указанием на их происхождение. Большая часть этих статуэток были приобретены частными коллекционерами и небольшим музеем бенедиктинского монастыря в Яунде; некоторые же отправились в Европу и США.

### Жилище и семья
Поселения народа тикар компактные, в основном вытянуты вдоль рек и дорог. Преобладают жилища квадратной формы, со стенами из веток и жердей, обмазанными глиной, и крышей пирамидальной формы из соломы, веток и пальмовых листьев; невысокие дверные проёмы украшены резьбой. Брачное поселение вирилокальное. Большесемейная община — основная социальная ячейка народа. Счёт родства патрилинейный (у нком — матрилинейный).

Население носит одежду европейского покроя из хлопчатобумажных тканей.

## Выдающиеся личности
В 2006 году, на американском канале PBS, афро-американский музыкант Квинси Джонс сделал ДНК-дактилоскопию, и экспертиза показала, что по происхождению он относится к народу тикар.

На этом же канале, в программе «Поиск своего происхождения», бывший государственный секретарь США Кондолиза Райс узнала, что по материнской линии тоже относится к народу тикар.